# NGC 838
NGC 838 је лентикуларна галаксија у сазвежђу Кит која се налази на NGC листи објеката дубоког неба.
Деклинација објекта је - 10° 8' 45" а ректасцензија 2h 9m 38,4s. Привидна величина (магнитуда) објекта NGC 838 износи 13,0 а фотографска магнитуда 14,0. NGC 838 је још познат и под ознакама MCG -2-6-33, MK 1022, ARP 318, IRAS 02071-1023, HCG 16C, KUG 0207-103, PGC 8250.